# Österreichische Badmintonmeisterschaft 2009
Die Österreichische Badmintonmeisterschaft 2009 fand vom 23. bis zum 25. Januar 2009 in Wien statt. Es war die 52. Auflage der Meisterschaften.

## Medaillengewinner
| Disziplin    | Gold                            | Silber                         | Bronze                             |
| ------------ | ------------------------------- | ------------------------------ | ---------------------------------- |
| Herreneinzel | Peter Zauner                    | Michael Lahnsteiner            | Heimo Götschl                      |
| Herreneinzel | Peter Zauner                    | Michael Lahnsteiner            | Michael Trojan                     |
| Dameneinzel  | Claudia Mayer                   | Miriam Gruber                  | Belinda Heber                      |
| Dameneinzel  | Claudia Mayer                   | Miriam Gruber                  | Michaela Mathis                    |
| Herrendoppel | Jürgen Koch Peter Zauner        | David Obernosterer Daniel Wolf | Daniel Graßmück Roman Zirnwald     |
| Herrendoppel | Jürgen Koch Peter Zauner        | David Obernosterer Daniel Wolf | Matthias Bertsch Jan Sedlmayr      |
| Damendoppel  | Belinda Heber Elisabeth Baldauf | Iris Freimüller Tina Riedl     | Theresa Baldauf Leonie Stenek      |
| Damendoppel  | Belinda Heber Elisabeth Baldauf | Iris Freimüller Tina Riedl     | Alexandra Mathis Michaela Mathis   |
| Mixed        | Jürgen Koch Zhu Niannian        | Roman Zirnwald Tina Riedl      | Paul Demmelmayer Belinda Heber     |
| Mixed        | Jürgen Koch Zhu Niannian        | Roman Zirnwald Tina Riedl      | Matthias Bertsch Elisabeth Baldauf |